# Championnats de Tunisie d'athlétisme 1973
Navigation
1972 1974
Les championnats de Tunisie d'athlétisme 1973 sont une compétition tunisienne d'athlétisme se disputant en 1973.
C'est une année de transition, avec le retrait de plusieurs athlètes (Mohammed Gammoudi, Ayachi Labidi, Mhedheb Hannachi et Lilia Attia), la confirmation de certains athlètes (Jalila Douira, Moncef Belkacem et Abdelaziz Bouguerra) et la révélation d'autres (Abdallah Rouine, Youssef Ben Abid et Sarra Kaabi). Elle marque aussi le déclin du Club africain qui ne gagne que deux titres alors que la Zitouna Sports en remporte quatorze et le Stade tunisien cinq.

## Palmarès
| Discipline            | Hommes               | Hommes           | Femmes             | Femmes        |
| --------------------- | -------------------- | ---------------- | ------------------ | ------------- |
| 100 m                 | Abdallah Rouine      | 11 s             | Fatma Ben Hdar     | 12 s 9        |
| 200 m                 | Mokhtar Herzi        | 22 s 1           | Fatma Ben Hdar     | 26 s 9        |
| 400 m                 | Mokhtar Herzi        | 48 s 7           | Nadia Ben Hiba     | 1 min 0 s 3   |
| 800 m                 | Amor Lassoued        | 1 min 56 s 2     | Sarra Kaabi        | 2 min 24 s 6  |
| 1 500 m               | Abdelkrim Jelassi    | 3 min 52 s 5     | Jalila Douira      | 5 min 9 s 4   |
| 3 000 m               |                      |                  | Jalila Douira      | 11 min 10 s 6 |
| 5 000 m               | Abdelkader Zaddem    | 14 min 20 s      |                    |               |
| 10 000 m              | Sghaïer Hamdouni     | 31 min 21 s 4    | -                  | -             |
| 100 m haies           |                      |                  | Saida Sassi        | 17 s          |
| 110 m haies           | Moncef Belkacem      | 15 s             |                    |               |
| 400 m haies           | Abdallah Rouine      | 52 s 4           |                    |               |
| 3 000 m steeple       | Sghaïer Hamdouni     | 9 min 6 s        |                    |               |
| Relais 4 × 100 mètres | Zitouna Sports       | 43 s 9           | Zitouna Sports     | 51 s 3        |
| Relais 4 × 400 mètres | Stade tunisien       | 3 min 29 s 5     | Zitouna Sports     | 4 min 11 s 2  |
| Saut en longueur      | Youssef Khemiri      | 6,96 m           | Saida Sassi        | 4,89 m        |
| Triple saut           | Mohamed Lamine Sassi | 14,34 m          |                    |               |
| Saut en hauteur       | Kamel Chaïeb         | 1,85 m           | Widad Ben Saâd     | 1,30 m        |
| Saut à la perche      | Abada Alouini        | 3,40 m           |                    |               |
| Lancer du poids       | Ahmed Zone           | 14,95 m          | Leila Charnine     | 10,65 m       |
| Lancer du disque      | Abdeljaoued Bedira   | 40,68 m          | Beya Bouabdallah   | 30,28 m       |
| Lancer du marteau     | Youssef Ben Abid     | 48,24 m          | -                  | -             |
| Lancer du javelot     | Ali Memmi            | 62,68 m          | Titre non attribué |               |
| 20 km marche          | Taïeb Ben Abdallah   | 2 h 1 min 32 s   |                    |               |
| Décathlon             | Hassen Bergaoui      | 5 415            |                    |               |
| Pentathlon            |                      |                  | Saida Sassi        | 2 640         |
| Marathon              | Brinis Habachi       | 2 h 56 min 8 s 9 |                    |               |